# Иван Чобанов
Иван Димитров Чобанов е български офицер, генерал-майор.

## Биография
Роден е на 6 февруари 1951 г. в Ямбол. Завършва социология в Софийския университет през 1975 г. Първоначално работи като социолог в Комитета по култура. От 5 февруари 1979 г. е щатен служител на Държавна сигурност като разузнавач II степен. Изкарал е няколко курса във Висшата школа на МВР в Симеоново и Полицейската школа в Балтимор. Между 1981 и 1991 г. работи в Центъра по оперативна психология и освен това преподава в Академията на МВР. От 1991 до 1992 г. е съветник по проблемите на сигурността на президента Жельо Желев. Между 1992 и 1994 г. е секретар на МВР. После е експерт в Комисията по национална сигурност в Народното събрание.
На 18 февруари 2002 г. е назначен за директор на Национална служба „Сигурност“ на Министерството на вътрешните работи и удостоен със звание генерал-майор от МВР. На тази служба е до януари 2007 г., като 19 май 2005 г. е преназначен на същата длъжност и за временно изпълняващ длъжността главен секретар на МВР. На 21 септември 2005 г. е удостоен със звание генерал-лейтенант от МВР. От 6 март до 1 ноември 2007 г. е временно изпълняващ длъжността посланик в Зимбабве. През 2007 г. е награден с почетното отличие на МВР „Правосъдие, свобода и сигурност“

## Звания
- Генерал-майор от МВР (18 февруари 2002)
- Генерал-лейтенант от МВР (21 септември 2005)